# Barbarastollen (Köln)

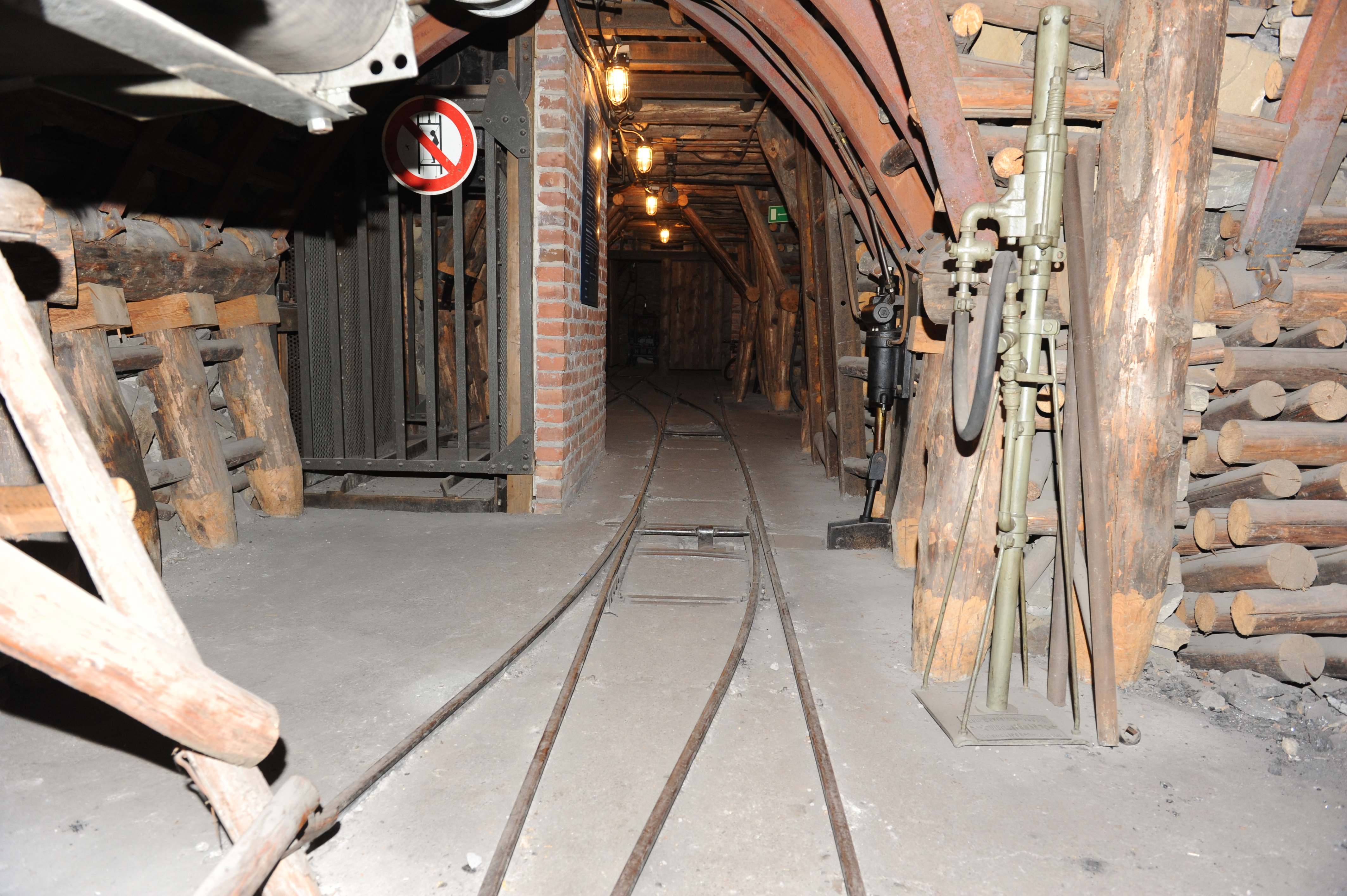
Barbarastollen

Der Barbarastollen ist ein Schaubergwerk der Universität zu Köln in Köln. Er liegt in einem Kellerraum unter der Aula.

## Geschichte
Der Stollen wurde 1932 während des Neubaus der Universität als Lehr- und Anschauungsobjekt für die Studierenden der Wirtschafts- und Sozialwissenschaftlichen Fakultät der Universität aufgebaut. Der Stollen steht in der Tradition des Museums für Handel und Industrie (später: Schau Westdeutscher Wirtschaft) der Handelshochschule Köln.
Nachdem er jahrzehntelang in Vergessenheit geraten war, wurde der hinter einem Regal versteckte Zugang Anfang der 1980er Jahre wiederentdeckt. Der Stollen wurde ab 1984 unter der Leitung von Claus Piekarski und der Ruhrkohle AG RAG Aktiengesellschaft restauriert und wieder für die Öffentlichkeit zugänglich gemacht.
In einem durch die Universität zu Köln finanzierten Projekt wurde 2019 ein virtueller Rundgang durch den Barbarastollen realisiert.
Das Bergwerk kann nach Absprache mit dem Institut für Arbeitsmedizin von Besuchergruppen besichtigt werden.

## Ausstattung
Der etwa 40 m lange Nachbau eines Stollens imitiert eine Strecke aus dem Steinkohlenbergbau. Er wurde vom Essener Maler und Graphiker Kurt Holl gestaltet, wofür dieser echte Steinkohle aus dem Aachener Revier verwendete, welche mit Teer an die Wände geklebt wurde. Für die Ausstattung lieferten verschiedene Firmen originale Ausrüstung, Werkzeuge und Maschinen aus dem Steinkohlebergbau.
In realistischer Atmosphäre werden neben der Technik des Bergbaus vor allem die harten Bedingungen gezeigt, unter denen in den 1930er Jahren Kohle abgebaut wurden. Dazu werden vor allem die arbeitsmedizinischen Folgen wie die Staublunge vorgetragen.
Obwohl dort natürlich keine Bodenschätze gefördert werden, hat das Schaubergwerk im Keller doch eine bergrechtliche Genehmigung. Als Anekdote wird bei Besichtigungen gerne erzählt, dass damit die Universität nur wenig Einfluss auf den Betrieb in ihren eigenen Kellerräumen hat.

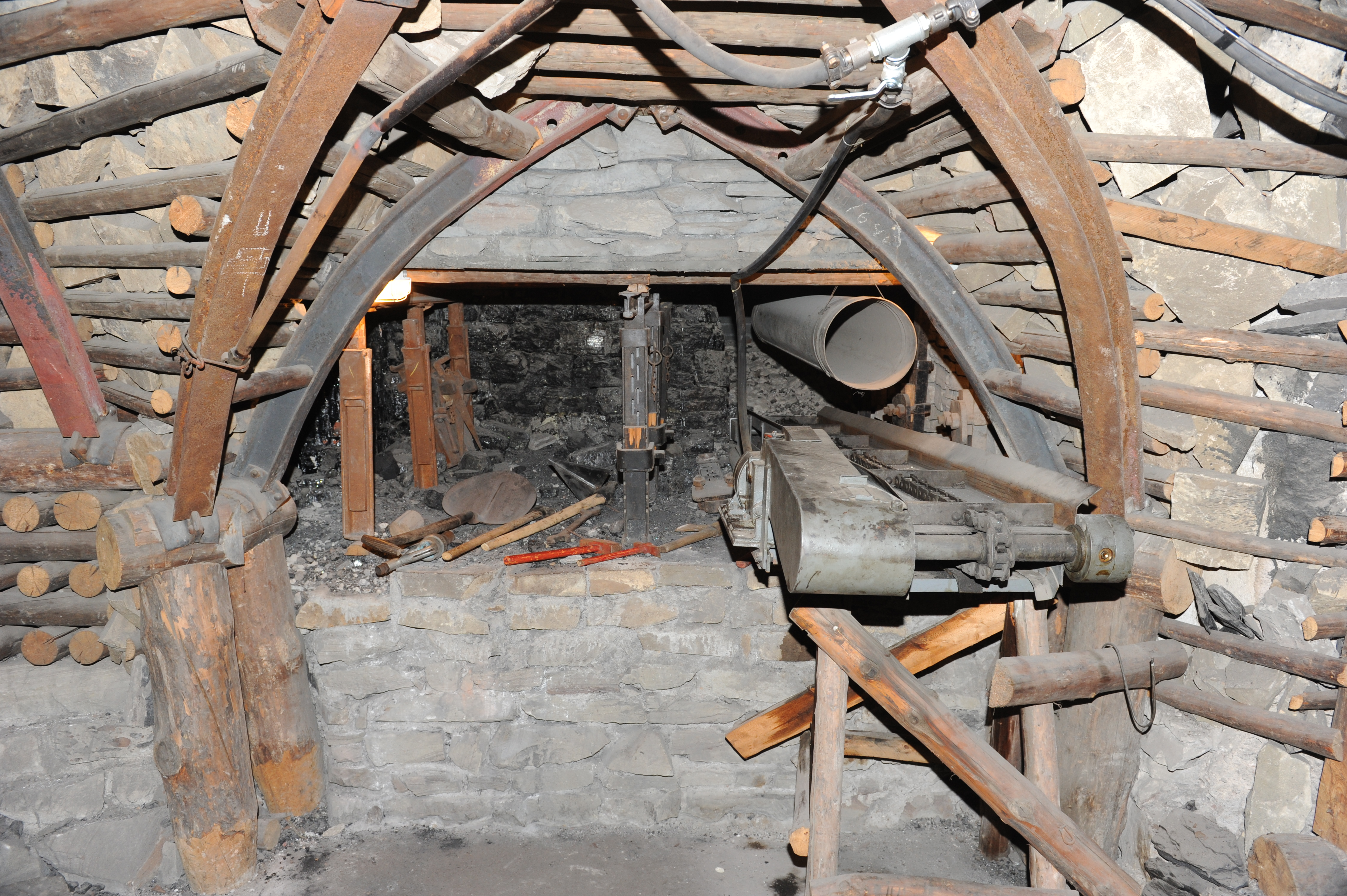
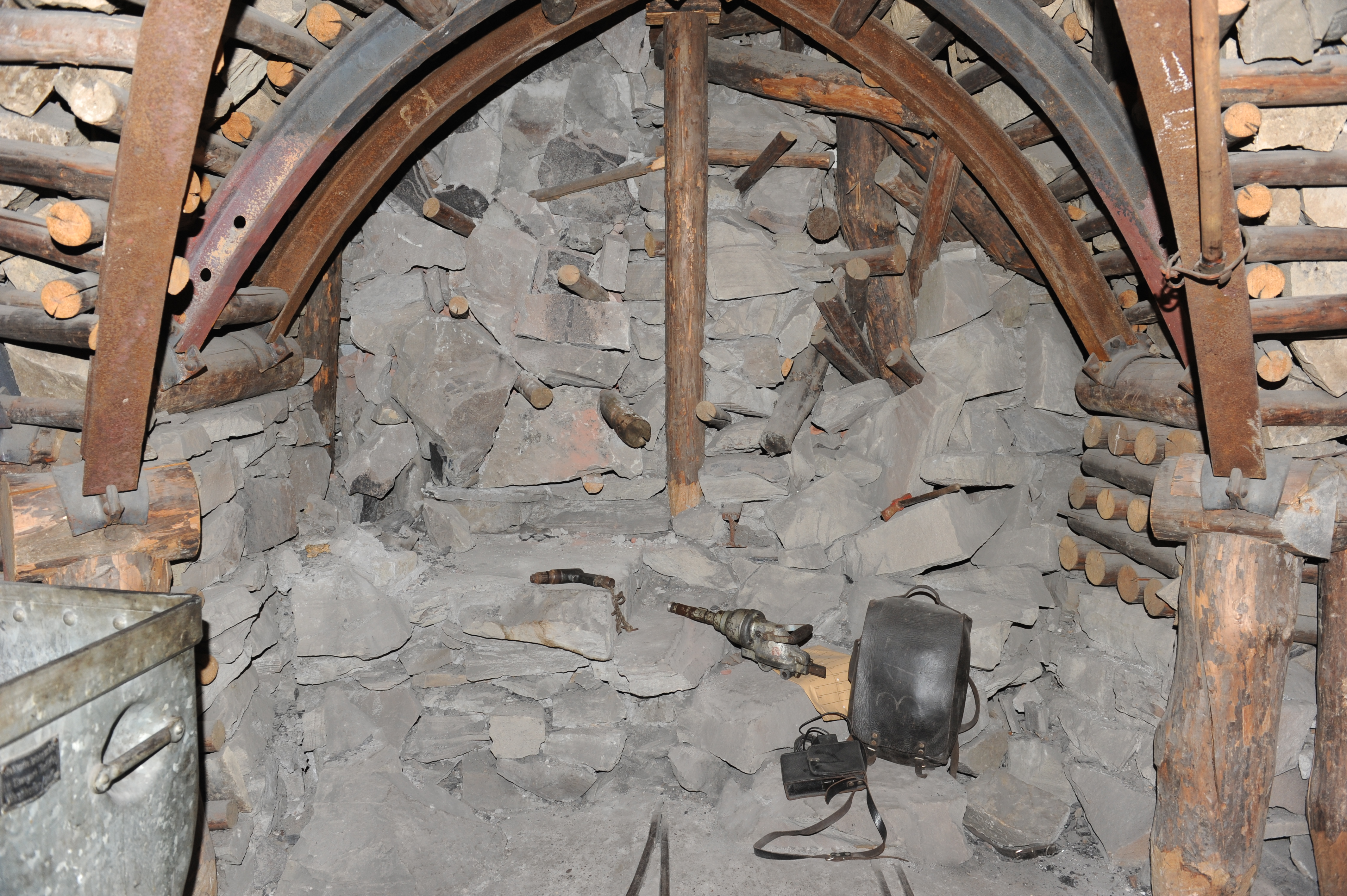
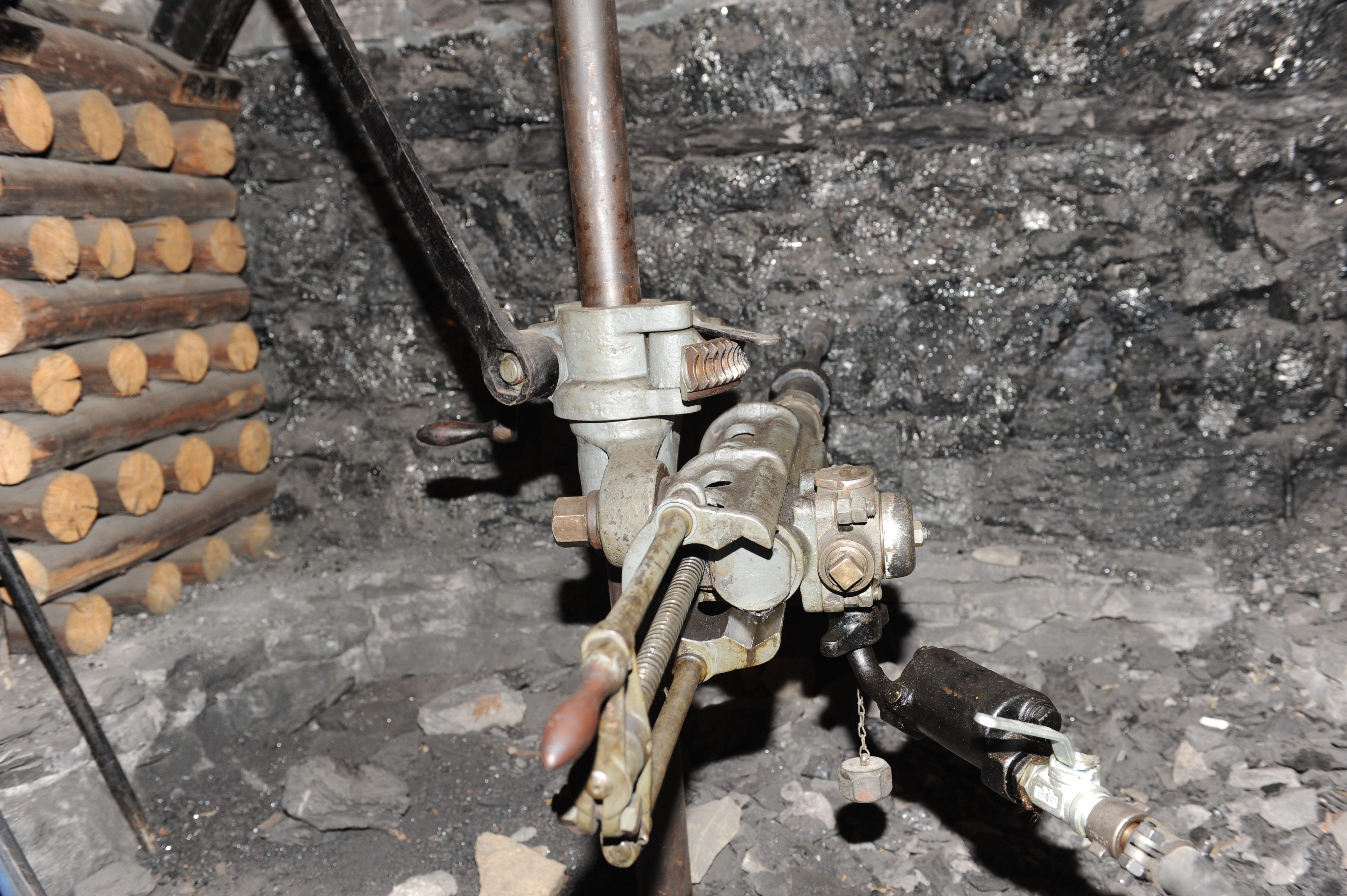
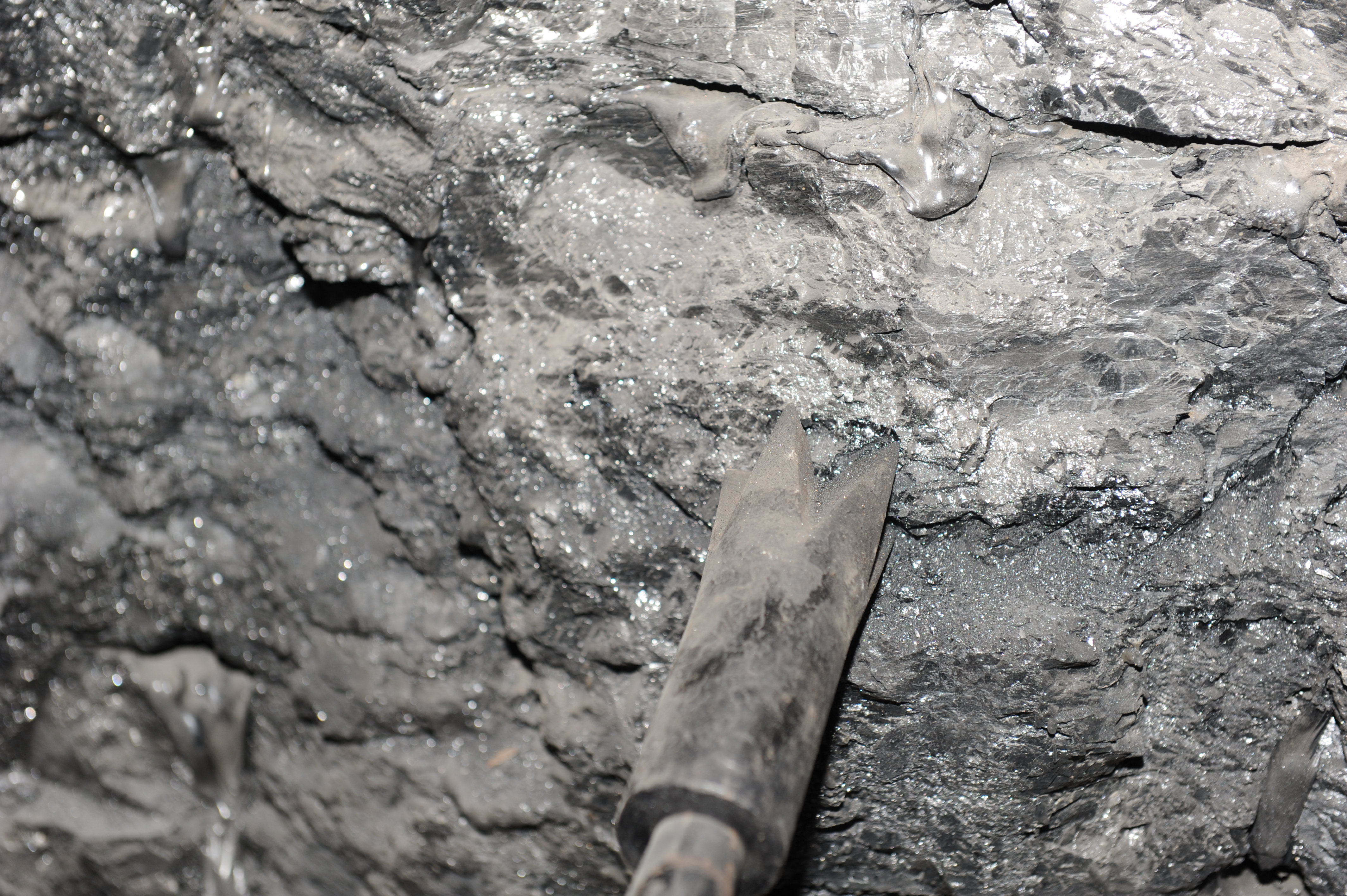
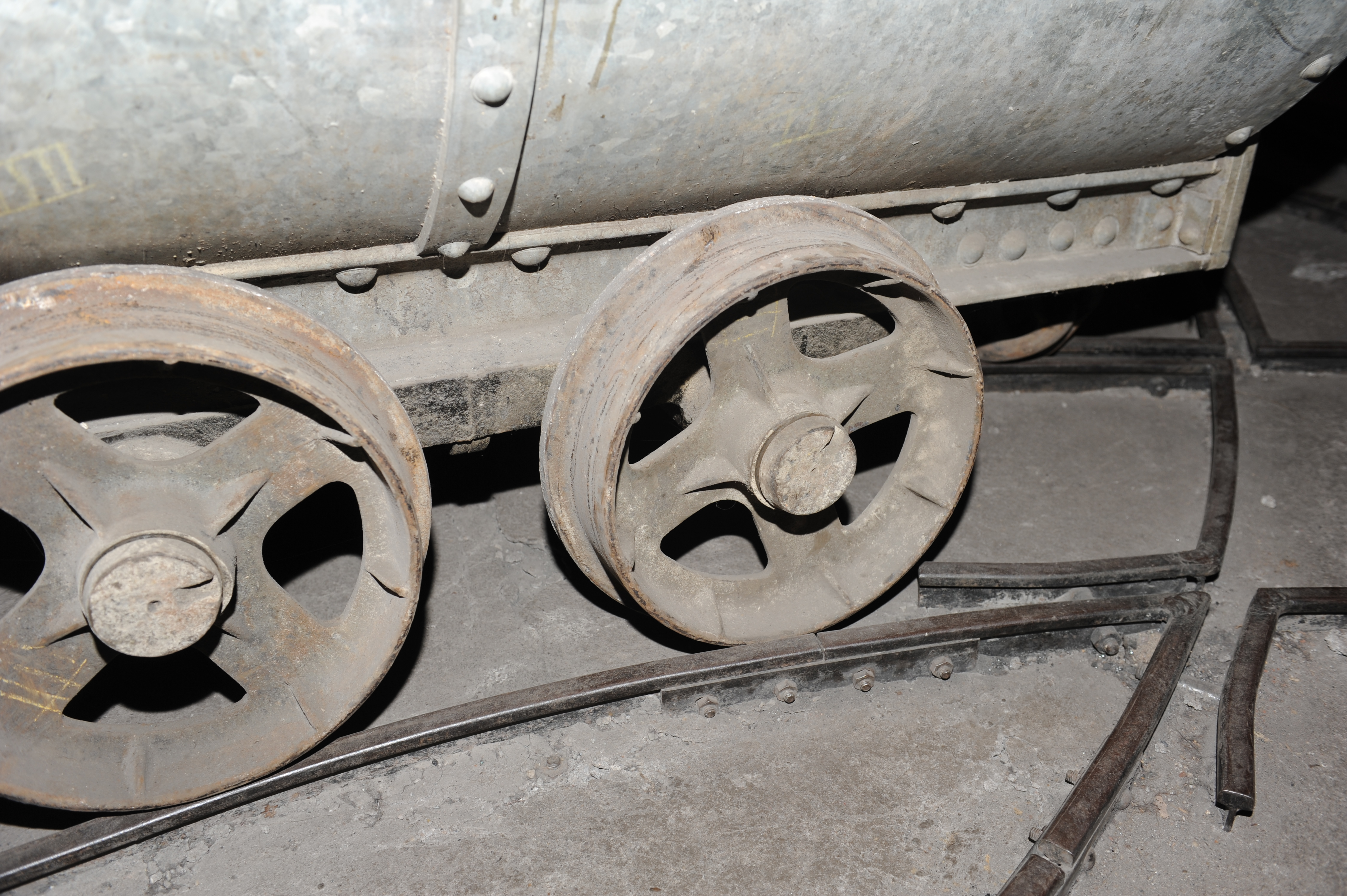
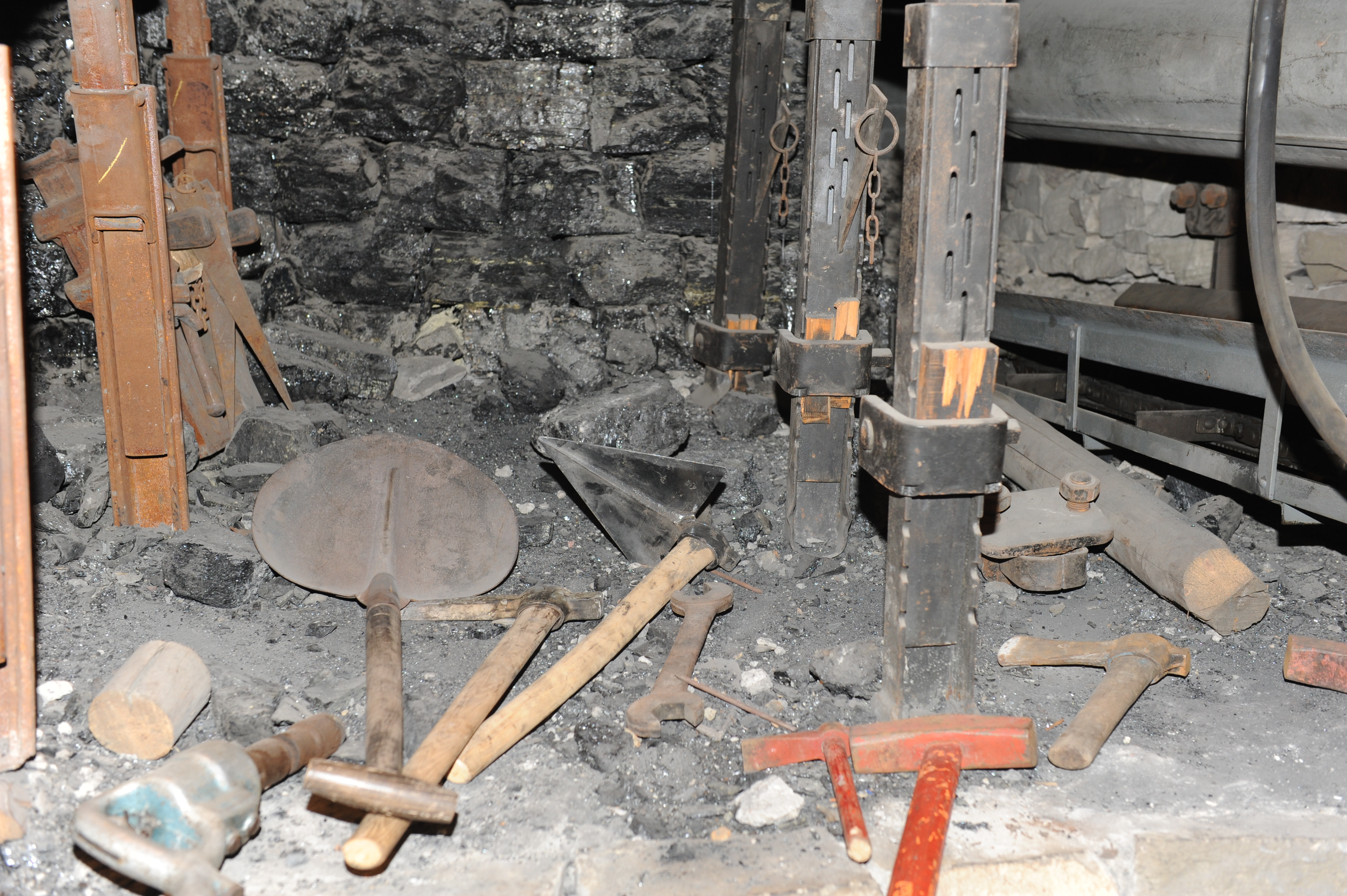